# Hochwasser in West- und Zentralafrika 2024
Im Juni bis September 2024 kam es zu Hochwassern in West- und Zentralafrika, bei denen mehrere Hundert Menschen ums Leben kamen. Von den schweren Überschwemmungen waren im Jahr 2024 bis dahin schätzungsweise über 4,4 Millionen Menschen in 14 Ländern betroffen, darunter laut UNICEF viele Kinder. Zwischen dem 30. August und 22. September kamen in Westafrika laut OCHA 513 Menschen durch Überschwemmungen ums Leben, weitere 776 wurden verletzt. Im Tschad starben seit Juli mehr als 500 Menschen. Mehr als 300.000 Häuser wurden in Westafrika seit Juni beschädigt oder zerstört sowie über 100.000 Hektar an Landwirtschaftsflächen überflutet und mehr als 60.000 landwirtschaftliche Nutztiere getötet. Die Überschwemmungen erstreckten sich von Liberia bis Nigeria und über Mali, Niger und Tschad, wobei auch Zentralafrika betroffen war. Die am schwersten betroffenen Länder waren laut OCHA nach Stand 22. September Tschad (etwa 1,5 Millionen Betroffene), Nigeria (über 1,1 Millionen Betroffene) und Niger (über 710.000 Betroffene), gefolgt von Kamerun, der Demokratischen Republik Kongo und Mali mit zusammengenommen rund 750.000 Betroffenen. Die Überschwemmungen vertrieben zudem insgesamt mehr als 740.000 Menschen in acht Ländern. Bestehende humanitäre Krisen im Tschadbecken, in Kamerun, in Mali und in Nigeria verschärften sich weiter. Das Welternährungsprogramm der Vereinten Nationen gab an, dass bereits 55 Millionen Menschen in der Region von einer Hungerkrise betroffen seien.

## Meteorologie
Die Regen- und Trockenzeiten in West- und Zentralafrika werden durch das Westafrikanische Monsunsystem dominiert. Dabei verlagert sich die Innertropische Konvergenzzone (engl. „Inter Tropical Convergence Zone“ kurz ITCZ), auch äquatoriale Tiefdruckrinne genannt, in den Sommermonaten Juni bis September nach Norden bis an die Sahelzone und in den Wintermonaten nach Süden Richtung Äquator. Je weiter nördlich, desto kürzer fällt die Regenzeit aus.
In der ersten Dekade des Augusts bewegte sich die Africa Inter Tropical Front (ITF) nordwärts. Auf ihrer Westseite zwischen 10°W und 10°O befand sie sich nahe ihrer Normalposition für die Jahreszeit, während sie zwischen 10° und 25° O eine überdurchschnittlich nördliche Position aufwies, was mit einer leichten Verschiebung der Niederschlagsmuster nach Norden einherging. In der darauffolgenden Dekade bewegte sich die ITF weitestgehend südwärts, jedoch erneut weiter nordwärts im Bereich des Sudans. In der zweiten Dekade des Septembers bewegte sich die ITF bis auf die östlichen Bereiche im Tschad und Südsudan auf ihrer gesamten Länge nordwärts.

## Situation in den einzelnen Ländern

### Guinea
In Guinea führten schwere Regenfälle in der Nacht vom 29. zum 30. Juli zu Überflutungen in der Stadt Siguiri und den umgebenden Unterpräfekturen Djomabanan, Kinièbakoura, Kintinian und Niandankoro, die nach Schätzungen der Internationalen Rotkreuz- und Rothalbmond-Bewegung über 19.000 Menschen betrafen. Weitere rund 17.000 Menschen betrafen Stand 27. August Überschwemmungen in Boké und Conakry.

### Guinea-Bissau
Die Zivilschutzbehörde in Guinea-Bissau, der Serviço Nacional de Protecção Civil da Guiné-Bissau (SNPC-GB), warnte am 13. August 2024 vor kommenden starken Regenfällen und mahnte die Bevölkerung insbesondere im Süden und der Mitte des Landes, sich in den nächsten Tagen vor dem von starken Winden begleiteten Regen zu schützen und auf Bedrohungen durch Schäden an Häusern, Stromleitungen, Straßen oder durch umfallende Bäume zu achten. Es folgten außergewöhnlich starke Regenfälle in den nächsten zwei Wochen, in Folge derer die vielen nicht asphaltierten Straßen bis in die Hauptstadt Bissau beschädigt wurden und nur noch schwer oder nur noch für Motorräder befahrbar waren, ohne dass Abhilfe durch Behörden geschaffen wurde. Insbesondere junge Leute besserten danach aus eigenem Antrieb tiefe Schlaglöcher notdürftig aus, damit ein Mindestmaß an Verkehr möglich wurde. Auch Wohnhäuser und die Landwirtschaft verzeichnete Schäden, jedoch blieb eine größere Katastrophe mit Personenverlusten und noch größeren materiellen Schäden entgegen der anfänglichen Sorgen hier aus (Stand 26. September 2024).

### Kamerun
In Kamerun setzten mit Beginn der Regenzeit Ende Juli in der Region Extrême-Nord häufige Regenfälle ein, die teils zu Überschwemmungen führten. Zwischen dem 10. und 19. August stiegen die Niederschlagsmengen an und verschlechterten die Überschwemmungssituation. Am schwersten traf es in der Region die Départements Mayo-Tsanaga, Mayo-Danay und Logone-et-Chari. Am 28. August brachen im Bezirk Mayo-Dana Dämme, wodurch die Bezirkshauptstadt Yagoua und einige Dörfer überflutet wurden.

### Kap Verde
In der chronisch trockenen Inselrepublik Kap Verde wurden die ersten Warnungen der Behörden vor überdurchschnittlichen Regenfällen zwischen Juli und September auch mit der Erwartung positiver Effekte für die landwirtschaftliche Produktion auf den Inseln aufgenommen. Anfang Juli fielen dann die ersten ungewöhnlich ergiebigen Regenfälle, u. a. auf die Hauptstadt Praia.
Um den 10. September 2024 wütete dann das tropische Unwetter, das auf allen Inseln für Niederschlag sorgte, sich aber nach 24 Stunden wieder entfernte. Das staatliche Wetterinstitut Instituto Nacional de Meteorologia e Geofísica (INMG) gab in seiner Presseerklärung bekannt, dass die Inseln sich voraussichtlich noch weitere 36 Stunden unter dem Einfluss des Sturms befinden werden, so dass bis zum Ablauf des 12. Septembers mit wechselndem Niederschlag und vor allem in höheren Lagen mit starkem Regen und Wind zu rechnen ist, ebenso mit gefährlicher See an den Küsten.
Dank des abziehenden Unwetters und den getroffenen Vorkehrungen kam es, trotz einiger Schäden durch Überschwemmungen und Sturmböen, bislang nicht zu den befürchteten großen Auswirkungen durch das Unwetter (Stand 26. September 2024). Lediglich am 6. und 7. September und nur auf den Inseln Brava und Fogo wirkte sich das Unwetter mit besonders großen Überschwemmungen aus, so dass die Regierung für drei der vier Landkreise (Concelhos) der beiden Inseln den Notstand ausrief, um so schnell den Alltag der Bewohner durch die Instandsetzung beschädigter Straßen, Mauern und Gebäude wiederherstellen zu können. Die zuständige Ministerin für Infrastruktur, Raumplanung und Wohnen, Eunice Silva, kündigte die systematische Erfassung der Schäden an Bauten, Landwirtschaft und Landschaft an und ein erstes Budget über 1,5 Mio. Dollar für die notwendigen Reparaturen. Die Landwirte zeigte sich dabei aber auch dort hoffnungsvoll, durch die Regenfälle besonders gute Erträge zu erhalten.

### Liberia
In Liberia wurden im Juni nach Angaben der National Disaster Management Agency (NDMA) durch Überschwemmungen nach starken Regenfällen rund 50.000 Menschen aus ihren Häusern vertrieben. Zwei Personen kamen ums Leben. Nach starken Regenfällen am 28. Juni wurden rund 8000 Menschen obdachlos. Zahlreiche Gebäude in den Counties Montserrado, Margibi und Grand Bassa wurden schwer beschädigt.

### Mali
In Mali kam es ab 22. Juli zu starken Regenfällen. Im Ort Bla in der Region Ségou waren bis 29. Juli rund 8700 Menschen von Überschwemmungen betroffen. Zwischen 1. August und 6. September kamen nach weiteren starken Regenfällen 8 Menschen in den Regionen Ségou und San ums Leben. Die Überschwemmungen betrafen insgesamt über 2300 Haushalte bzw. 14.000 Menschen. In Gao fielen am 16. August 95 mm Niederschläge innerhalb von drei Stunden und lösten eine Sturzflut aus, bei der zwei Kinder ums Leben kamen und zwei weitere verletzt wurden. Rund 2000 Häuser wurden zerstört. Insgesamt starben bei Überschwemmungen in Mali mindestens 55 Menschen und bis Mitte August wurden etwa 114.000 Hektar Ackerland unter Wasser gesetzt.

### Niger
In Niger starben zu Beginn der Regenzeit bis 21. Juni mindestens 21 Menschen durch Überschwemmungen. Davon starben 13 Menschen in einstürzenden Häusern und acht ertranken in den Wassermassen. Etwa 6000 weitere Menschen waren von den Überschwemmungen betroffen.

### Nigeria

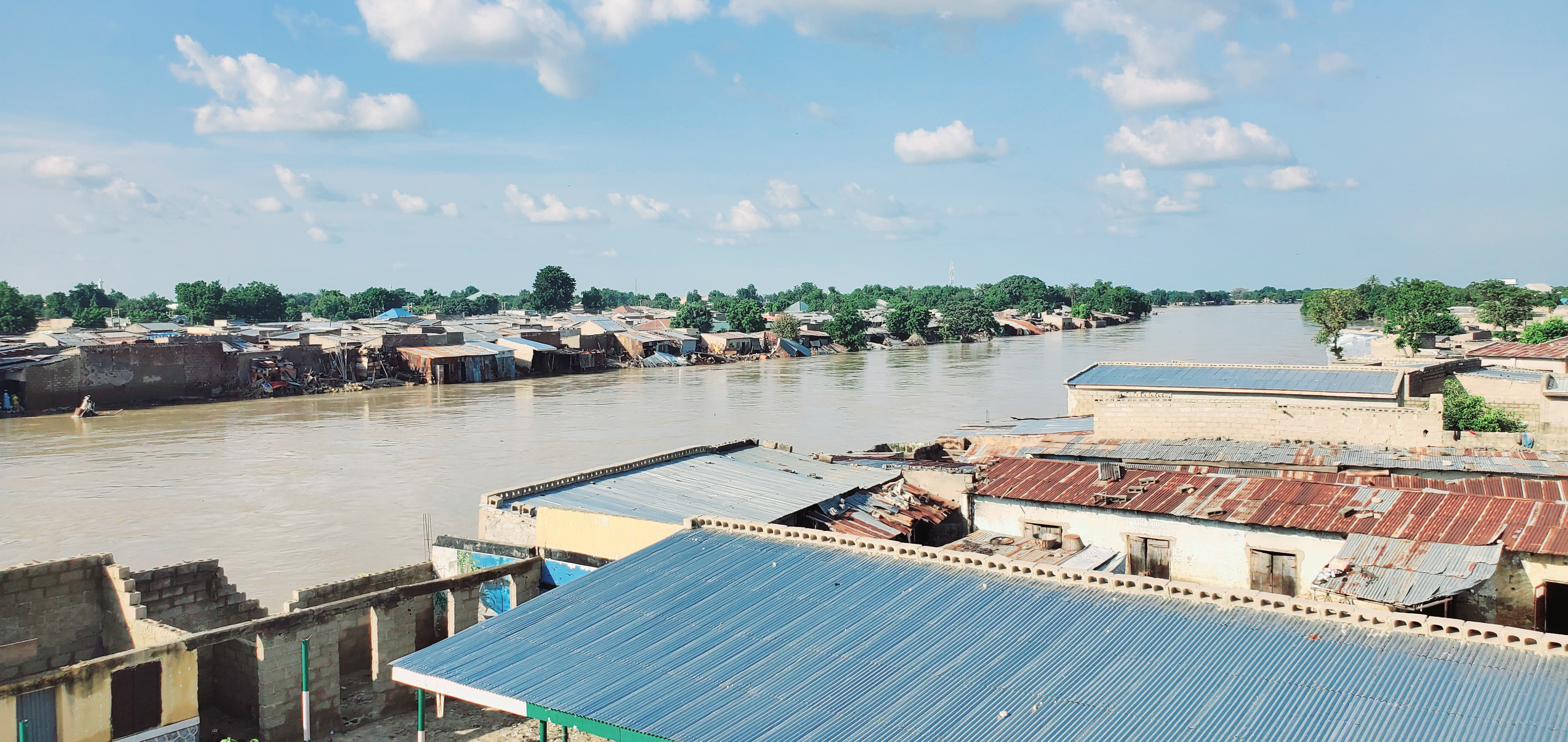
Hochwasser in Maiduguri

Im August warnte die Nigeria Hydrological Services Agency (NIHSA) vor steigenden Wasserpegeln am Niger. Im Bundesstaat Borno im Nordosten Nigerias führte in der Nacht vom 9. auf den 10. September ein Bruch des am Ngadda, einem der Zuflüsse des Tschadsees, gelegenen Alau-Staudamms bei maximalem Stauvolumen zu Zerstörungen, wobei Schätzungen nach 15 bis 40 Prozent der Stadt Maiduguri überflutet und bis zu 200.000 Menschen betroffen wurden. Viele Menschen wurden vom Wasser im Schlaf überrascht. Laut OCHA starben mindestens 37 Menschen, 58 weitere wurden verletzt. Zwei Brücken stürzten teilweise ein. Im gesamten Bundesstaat waren rund 414.000 Menschen von den Überschwemmungen betroffen. Es waren die schwersten Überschwemmungen in der Region seit 30 Jahren. Durch die Aktivitäten der islamistischen Terrorgruppe Boko Haram herrscht bereits seit Jahren eine humanitäre Krise, die durch die Überschwemmungskatastrophe weiter verschärft wurde. Auch andere Dämme in der Subregion gerieten durch die schweren Regenfälle unter Druck. Stand 15. September wird befürchtet, dass ähnliche Dammbrüche zu noch größeren Zerstörungen führen könnten. In Maiduguri wurde durch die Überflutungen ein Gefängnis mittlerer Sicherheitsstufe beschädigt. Laut dem Nigerian Correctional Service (NCoS) gelang Insassen während einer Verlegung in eine sichere Einrichtung die Flucht. Unter den über 270 Entflohenen sei laut dem Gouverneur Babagana Umara Zulum eine nicht spezifizierte Anzahl Mitglieder von Boko Haram. Auch der Sanda Kyarimi Park Zoo in Maiduguri war vom Hochwasser betroffen. Nach Angaben des Zoodirektors starben etwa 80 Prozent der Tiere, weitere entkamen in die Umgebung, darunter Krokodile. Am 17. September gab die Nigeria Hydrological Services Agency eine Warnung aus, nachdem am Lagdo-Staudamm in Kamerun begonnen worden war kontrolliert Wasser abzulassen und somit mit einem Anstieg des Wasserpegels am Benue, dem größten Nebenfluss des Niger, zu rechnen war. Durch die Maßnahme sollten weitere schwere Überschwemmungen verhindert werden.
Da das städtische Abwassernetz in Maiduguri zusammenbrach und Wasserquellen verunreinigt wurden, wird der Ausbruch von Krankheiten wie Cholera befürchtet. Der Zugang zu Krankenhäusern und anderer Infrastruktur war nach dem Hochwasser nur eingeschränkt möglich. Die Regierung von Borno ließ Schulen im Bundesstaat für zwei Wochen schließen. Über 300.000 durch die Katastrophe temporär obdachlose Menschen wurden in 30 Lagern untergebracht. Die durch Inflation bereits hohen Lebensmittelpreise und die Nahrungsmittelknappheit stiegen durch die Zerstörungen weiter an.

### Tschad
Im Tschad waren seit Ende Juli laut Regierungsangaben bis 3. September etwa 1,5 Millionen Menschen in allen 23 Provinzen und 115 der 120 Départements von Überschwemmungen betroffen. Allein in den acht Provinzen Mayo Kebbi Est, Tandjilé, Mandoul, Salamat, N’Djamena, Sila, Lac und Guéra gab es über 1,1 Millionen Betroffene. Mindestens 341 Menschen kamen ums Leben. Zudem wurden Brücken, Straßen und über 260.000 Häuser zerstört sowie 250.000 Hektar Landwirtschaftsfläche überflutet. In der im Norden des Landes innerhalb der Sahara gelegenen Provinz Tibesti kamen bis Mitte August 54 Menschen ums Leben. Üblicherweise fallen in der Wüstenregion nur rund 200 mm Niederschlag pro Jahr, schwerere Regenfälle treten etwa alle 5 bis 10 Jahre auf. Die Überschwemmungen im Land erschwerten Hilfslieferungen in die Region Darfur im Westsudan. Durch den Krieg im Sudan leben im Tschad mehr als eine Million Flüchtlinge. Etwa 220.000 Binnenvertriebene leben zudem in der Region um den Tschadsee.

## Hilfen
Die Europäische Union stellte als Reaktion auf die Überschwemmungen 5,4 Millionen Euro an zusätzlichen Hilfen für die am schwersten betroffenen Länder zur Verfügung (Niger 1,35 Mio., Nigeria 1,1 Mio.,  Mali 1 Mio., Tschad 1 Mio., Kamerun 650.000 und Burkina Faso 300.000 €).
Das Amt der Vereinten Nationen für die Koordinierung humanitärer Angelegenheiten genehmigte 8 Millionen US-Dollar an humanitärer Soforthilfe für die Betroffenen des Hochwassers in Maiduguri in Nigeria. Die Westafrikanische Wirtschaftsgemeinschaft (ECOWAS) stellte für Betroffene in den beiden nordöstlichen Bundesstaaten Borno und Bauchi jeweils 320 Millionen Naira zur Verfügung.
Die Vereinigten Staaten kündigten am 11. September als Reaktion auf die Überschwemmungen im Tschad 2 Millionen US-Dollar an humanitärer Hilfe an, zusätzlich zu den mehr als 168 Millionen im Fiskaljahr 2024 bereits zur Verfügung gestellten US-Dollar.